# Stazione di Falerna
La stazione di Falerna è una stazione ferroviaria posta sulla linea Battipaglia-Reggio Calabria. Serve il centro abitato di Falerna.

## Storia
La stazione di Falerna è stata attivata il 31 luglio 1895.